# Pokrowskoje (rejon wołogodzki)
Pokrowskoje (ros. Покровское) – wieś w Rosji, w rejonie wołogodzkim obwodu wołogodzkiego. W 2010 r. liczyła 9 mieszkańców.